# アカデミック・ライティング
アカデミック・ライティング (英語: academic writing) とは、論文やレポートといった学術的文章の書き方をさす。直訳すれば「学術的に書くこと」。アカデミック・スキルズの一種。

## 概要
アカデミック・ライティングの手法は、論文やレポートだけでなく、学術書、学会発表、ポスター発表、スライド発表などにも使われる。また、企業や研究所における調査報告やプレゼンテーションなど、様々な場面で応用される。ただし学問分野や使用言語によってルールや慣習が異なる場合もある。
日本では、大学の初年次教育（導入教育）や卒論指導で主に教えられる。また、ライティング・センターに所属するチューターが大学図書館などで講座を開いたり、大学のWebサイト上にマニュアルが公開されることもある。留学生に対する日本語教育でも教えられる。市販の教科書も無数にある（エーコ『論文作法』、木下是雄『理科系の作文技術』、戸田山和久『論文の教室』など）。

## 歴史

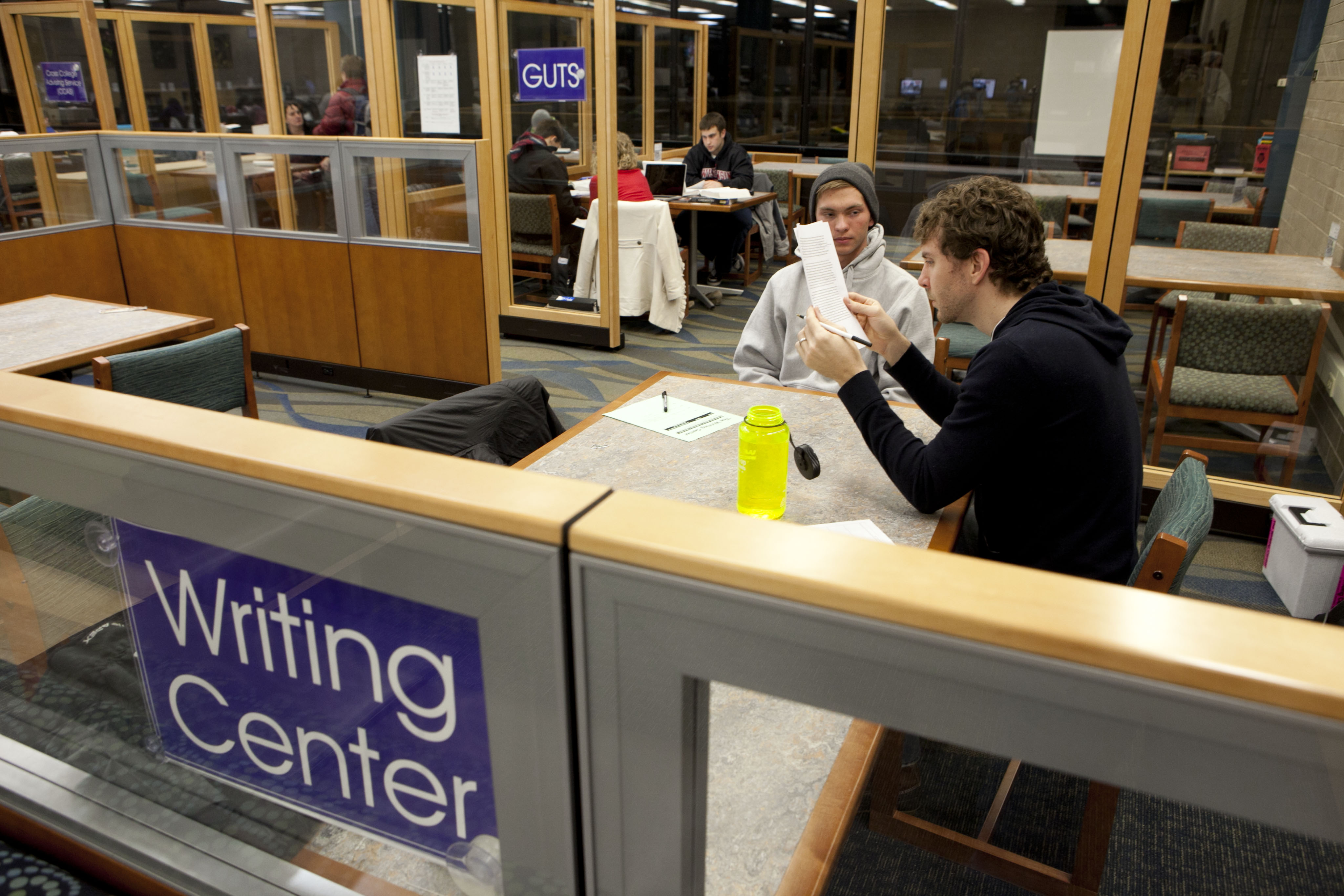
ライティング・センター

ライティング教育は、19世紀後半アメリカで、モリル法による大学の大衆化を受けて始まった。以降「ハーバード方式」「シカゴスタイル」などが徐々に生まれた。20世紀中期には、アファーマティブ・アクションや復員兵援護法によるライティングに不慣れな学生の増加を受け、リメディアル教育の場としてライティング・センターが多くの大学に設置された。20世紀末からは、ライティング教育自体の研究や改革も進んでいる。
日本でも、2000年代から「早稲田大学ライティング・センター」などのライティング・センターが設置され、研究や改革も進んでいるが、アメリカに比べれば遅れているとされる。

## ウィキペディアとの関係

ウィキペディアの内容に関する三大方針と相互の関係

ウィキペディアは「誰もが編集できる百科事典」であり、虚偽や低質な情報が多く含まれている。にもかかわらず、学生がレポート等を書くにあたり、ウィキペディアを参照してしまうことが問題になっている。
佐藤ほか (2020)は、以下の3点をウィキペディアの適切な使用法として挙げている。
1. ウィキペディアを参考文献・引用文献として使わない。※ウィキペディア自体を研究するようなケースを除く。
2. ウィキペディアを読む前に、専門家が監修した事典を読む。
3. ウィキペディアの記事自体を参照するのではなく、記事内で出典として挙げられている文献を入手して参照する。

ウィキペディアには「出典を明記する」などのルールがあり、アカデミック・ライティングの要素を部分的に持っている。その点で、学生がウィキペディアをルール通りに書けばレポートの訓練になる、という見解もある。
研究者の世界（アカデミズム）が独創性・先取性を重んじるのに対して、ウィキペディアは独創性・先取性を「独自研究」と呼んで忌避しており、それゆえ両者が目指す方向は正反対とも言われる。

## 主なトピック
- 引用、参照、参考文献
- ハーバード方式、バンクーバー方式
- スタイルガイド
- です・ます/である、敬称/呼び捨て、一人称
- アカデミック英語（英語版）
- 接続詞、一文一義
- パラグラフ・ライティング
- IMRAD、アウトライン、起承転結#批判
- クリティカル・シンキング
- ロジカル・シンキング
- 剽窃
- 研究不正、研究公正、学問的誠実性
- 先行研究、研究史、総説論文、新規性
- 論理学、修辞学、議論学
- 文書作成ソフト
- 引用管理ソフト
- 文献検索サイト
- Wikipedia:ウィキペディアを引用する